# 穗波郡
穗波郡（日语：〔〕／ Honami gun */?）是過去位于日本福岡縣的郡，已於1896年2月26日與嘉麻郡合併為嘉穗郡。
當時管轄的大部分町村在經過多次合併後，多數地區已飯塚市，而原桂川村現已改制為桂川村。

## 歷史
- 1889年4月1日：實施町村制，穗波郡下設：飯塚町、鎮西村、二瀨村、大谷村、穗波村、內野村、上穗波村、大分村、桂川村。
- 1896年2月26日：與嘉麻郡合併為嘉穗郡。